# Абениус, Маргарета
Маргарета (Маргит) Ульрика Абениус (швед. Margareta "Margit" Ulrika Abenius, 14 июля 1899 — 3 августа 1970) — шведский литературный критик, одна из самых влиятельных специалистов по литературе в период 1930—1970 гг., эссеистка, писательница и переводчица.

## Биография
Маргит Абениус родилась в 1889 г. в Орсо. Она была старшей из четырёх детей Вильгельма и Марии Абениус. Ранние годы она жила с родителями в городе Буросе, затем они переехали в Эребру, где её отец устроился работать в Университет-колледж искусств, ремёсел и дизайна, в те времена называвшийся «Технической школой» (швед. Tekniska skolan).
От своей матери Маргит унаследовала интерес к поэзии, народным мелодиям и устным рассказам. По окончании Рисбергской гимназии в Эребру осенью 1917 г. Маргит Абениус поступила на трёхлетнюю программу обучения в частную школу Uppsala Enskilda Läroverk, где изучала греческий, латинский и английский языки. Особенно сильное влияние на интеллектуальное развитие и дальнейшую жизнь Маргит оказал преподаватель шведского и английского языка Улоф Йердман, и их дружба продолжалась до самой смерти Гердмана в 1965 г.
Окончив школу весной 1919 г., осенью того же года Маргит была зачислена в Уппсальский университет, но ввиду ухудшения здоровья была вынуждена отложить учёбу до осени 1920 г. Во время учёбы она увлеклась изучением стилистики, в чём её поддерживал профессор скандинавских языков, а в дальнейшем член Шведской академии Бенгт Хессельман. Свои работы по просодии она опубликовала в Nysvenska studier в 1923, 1928 and 1930 гг.
После получения в 1925 г. учёной степени по скандинавским языкам, английскому языку и истории литературы, и степени бакалавра по скандинавским языкам в 1928 г., Маргит Абениус сфокусировалась на изучении творчества Юхана Чельгрена и написала диссертацию Stilstudier i Kellgrens prosa. Она также начала публиковаться в журнале Vår lösen (её последняя статья вышла в 1967 г.)
После защиты диссертации в 1931 г. Маргит Абениус покинула Университет Уппсалы и посвятила себя литературной критике, написанию эссе и переводам. С 1933 по 1964 гг. она была автором журнала Bonniers Litterära Magasin, основанного годом ранее. В журнале она публиковала обзоры шведских и зарубежных изданий. В период 1933—1964 гг. она публиковалась в журнале Ord och Bild. С 1933 по 1967 гг. Маргит также вела радиопередачи, где давала обзоры прозы и лирической поэзии. Она также стала читать лекции для культурных ассоциаций. В 1944 г. её пригласили возглавить читательскую группу в Уппсале, которая стала называться Yrkeskvinnors klubbs litterära cirkel (литературный кружок клуба работающих женщин). В Уппсале она была членом интеллектуального кружка, в который входили философ и критик Ингемар Хедениус, Кнут Йенссон, Тора Даль, Стина Аронссон, Брор Хёрт.
В 1940-х гг. Маргит Абениус сосредоточилась на литературной деятельности. В 1944 г. она опубликовала 20 своих эссе и статей в сборнике Kontakter, который подтвердил её значение как одного из важных критиков этого десятилетия. C 1950-х гг. Маргит работала над популяризацией в Швеции французского философа Симоны Вейль: публиковала эссе, переводила её работы на шведский язык.
С 1930-х гг. она активно критиковала и нацизм, и коммунизм, её симпатии всё больше склонялись в сторону христианства. Маргит хоть и общалась с борцами за женские права и суфражистками, но никогда себя с ними не отождествляла. В период 1949—1969 гг. она была членом шведского литературного сообщества Samfundet De Nio («Товарищество Девяти»). В 1963 г. она подвела итог своей деятельности в книге Memoarer från det inre, тепло принятой критиками, в 1965 г. получила недавно основанную премию Биргера Шёберга.
Маргит Абениус осталась незамужней. Умерла в 1970 г. в Уппсале.